# Cardigan (Walia)
Cardigan (wal. Aberteifi) – miasto położone w zachodniej Walii, w hrabstwie Ceredigion, nad rzeką Teifi.
Walijska nazwa miasta oznacza dosłownie: ujście rzeki Teifi.
Populacja: 4203 osoby (według spisu z 2001 roku).
Miasto zostało założone w 1093 roku przez normandzkiego rycerza Rogera de Montgomery. W tym samym czasie rozpoczęto budowę modernizowanego później wielokrotnie zamku, będącego do dziś wizytówką miasta.